# Breslaus voetbalkampioenschap 1925/26
In 1925/26 werd het negentiende Breslaus voetbalkampioenschap gespeeld, dat georganiseerd werd door de Zuidoost-Duitse voetbalbond. Breslauer SC 08 werd kampioen en plaatste zich voor de Midden-Silezische eindronde. De club versloeg SC Brega 09 Brieg en SpVgg 08 Oels en stootte door naar de Zuidoost-Duitse eindronde. De club werd ook daar kampioen en plaatste zich voor de eindronde om de Duitse landstitel, waarin de club in de eerste ronde Dresdner SC versloeg en dan zelf door SpVgg Fürth verslagen werd.

## A-Liga
| Plaats | Club                              | Wed. | W  | G | V  | Saldo | Ptn   |
| ------ | --------------------------------- | ---- | -- | - | -- | ----- | ----- |
| 1.     | Breslauer SC 08                   | 14   | 9  | 3 | 2  | 52:18 | 21:7  |
| 2.     | Vereinigte Breslauer Sportfreunde | 14   | 10 | 1 | 3  | 41:17 | 21:7  |
| 3.     | SC Schlesien 01-Rapid Breslau     | 14   | 7  | 2 | 5  | 34:27 | 16:12 |
| 4.     | SC Hertha Breslau                 | 14   | 7  | 2 | 5  | 25:22 | 16:12 |
| 5.     | Breslauer FV Stern 06             | 14   | 7  | 1 | 6  | 33:31 | 15:13 |
| 6.     | SC Vorwärts Breslau               | 14   | 4  | 2 | 8  | 26:40 | 10:18 |
| 7.     | VfB 1898 Breslau                  | 14   | 3  | 4 | 7  | 15:27 | 10:18 |
| 8.     | VfR 1897 Breslau                  | 14   | 1  | 1 | 12 | 20:64 | 3:25  |

|  | Play-off titel                        |
|  | Deelname promotie/degradatie play-off |

### Play-off titel
|                 |                 |       |                                   |         |
| 24 januari 1926 | Breslauer SC 08 | 4 – 1 | Vereinigte Breslauer Sportfreunde | Breslau |
| 24 januari 1926 |                 |       |                                   | Breslau |

## B-Liga
| Plaats | Club                              | Wed. | W  | G | V  | Saldo | Ptn   |
| ------ | --------------------------------- | ---- | -- | - | -- | ----- | ----- |
| 1.     | SC Alemannia 1909 Breslau         | 18   | 14 | 3 | 1  | 60:13 | 31:05 |
| 2.     | VSV Union Wacker 08 Breslau       | 18   | 10 | 5 | 3  | 50:32 | 25:11 |
| 3.     | Breslauer SpVgg Komet 05          | 18   | 9  | 5 | 4  | 40:36 | 23:13 |
| 4.     | SC Germania Breslau               | 18   | 9  | 2 | 7  | 45:36 | 20:16 |
| 5.     | BV Minerva 1909 Breslau           | 18   | 6  | 5 | 7  | 30:38 | 17:19 |
| 6.     | SC Askania 1909 Breslau           | 18   | 7  | 2 | 9  | 32:32 | 16:20 |
| 7.     | PfL Breslau                       | 18   | 6  | 2 | 10 | 39:57 | 14:22 |
| 8.     | SC Sturm 1916 Brockau             | 18   | 5  | 3 | 10 | 32:42 | 13:23 |
| 9.     | Vereinigte Breslauer Rasenfreunde | 18   | 3  | 5 | 10 | 33:58 | 11:25 |
| 10.    | FC Eintracht 1907 Breslau         | 18   | 3  | 4 | 11 | 30:47 | 10:26 |

|  | Kampioen, deelname promotie/degradatie-play-off |
|  | Deelname degradatie-play-off                    |

Play-off
| Team 1                    | Totaalscore | Team 2              | Wed 1 | Wed 2 |
| ------------------------- | ----------- | ------------------- | ----- | ----- |
| FC Eintracht 1907 Breslau | 3:1         | SC Viktoria Breslau | 2:1   | 1:0   |

## Promotie/Degradatie play-off A Liga
Heen
|              |                  |       |                           |         |
| 4 april 1926 | VfR 1897 Breslau | 0 – 2 | SC Alemannia 1909 Breslau | Breslau |
| 4 april 1926 |                  |       |                           | Breslau |

Terug
|               |                           |       |                  |         |
| 11 april 1926 | SC Alemannia 1909 Breslau | 3 – 2 | VfR 1897 Breslau | Breslau |
| 11 april 1926 |                           |       |                  | Breslau |